# Маклеланд (Ајова)
Маклеланд (енгл. McClelland) град је у америчкој савезној држави Ајова. По попису становништва из 2010. у њему је живело 151 становника.

## Демографија
Према попису становништва из 2010. у граду је живело 151 становника, што је 22 (17,1%) становника више него 2000. године.
| Група             | 2000.       | 2010.       |
| Белци             | 126 (97,7%) | 142 (94,0%) |
| Афроамериканци    | 0 (0,0%)    | 2 (1,3%)    |
| Азијати           | 0 (0,0%)    | 0 (0,0%)    |
| Хиспаноамериканци | 1 (0,8%)    | 3 (2,0%)    |
| Укупно            | 129         | 151         |